# Българско училище „Елисавета Багряна“ (Ротердам)
Българското училище „Елисавета Багряна“ (на нидерландски: De Bulgaarse school „Elisaveta Bagryana“) е училище на българската общност в град Ротердам, Нидерландия. Създадено е през ноември 2020 г.
Училището е акредитирано от българското Министерство на образованието и науката и издава удостоверения за завършено обучение по български език и литература, история и география на България. Образователната институция предлага и „алтернативни класове“, в които се изучава български език като втори или трети.